# Кожухарь, Илья Дмитриевич
Илья Дмитриевич Кожухарь (20 марта 2000, Горячий Ключ, Краснодарский край) — российский футболист 

## Биография
Занимался футболом в системах «Краснодара» и московских клубов «Локомотива» и «Чертаново». Свою профессиональную карьеру Кожухарь начинал в ростовском СКА: во втором сезоне за него забил восемь мячей. Находился на просмотре в команде Премьер-Лиги «Ротор» (Волгоград). Однако чуть позже форвард продолжил свою карьеру в ярославском «Шиннике». Перед началом сезона 2021/22 специалисты считали нападающего одним из самых перспективных игроков в ФНЛ-2, однако закрепиться в составе команды Кожухарь не смог. Сыграв за нее всего десять игр он отправился в «Кубань Холдинг». В 2022 году некоторое время играл в Медиалиги за команду «Broke boys».
В конце января 2023 года Илья Кожухарь подписал контракт с клубом киргизской Премьер-Лиги «Абдыш-Ата». В дебютном матче в местной элите 8 апреля против «ОшМУ-Алдиер» (3:0) форвард вышел на замену на 72-й минуте и за предоставленное ему время успел забить два мяча.

## Достижения
- Чемпион Кыргызстана: 2023.

## Семья
Младший брат Артем Кожухарь (род. 2002) также является футболистом.